# 木贼麻黄
木贼麻黄（学名：Ephedra equisetina），为麻黄科麻黄属下的一个种。

## 外部連結
- 麻黃 Mahuang （页面存档备份，存于） 中藥材圖像數據庫 (香港浸會大學中醫藥學院)